# Senior S.A.
A Senior Sistemas S.A. (ex-Senior Sistemas Ltda) é uma desenvolvedora brasileira de softwares, eleita a 5ª maior empresa desenvolvedora de softwares do Brasil em 2019, de acordo com o ranking anual das 200 maiores empresas de tecnologia do Brasil.
A empresa desenvolve sistemas de Gestão Empresarial (ERP), Logística, Gestão de Pessoas, Gestão de Acesso e Segurança, Relacionamento com Clientes e Supermercados.
Fundada em 1988, a Senior é uma das maiores desenvolvedoras brasileiras de software para gestão. Com matriz em Blumenau (SC), onde inaugurou sua nova sede em janeiro de 2012, na rua São Paulo, a empresa possui filiais em São Paulo, Rio de Janeiro, Rio Grande do Sul, Mato Grosso do Sul, Mato Grosso, Minas Gerais, Pernambuco, Distrito Federal, Paraná e Santa Catarina, unidades localizadas nos principais centros e mais de 100 canais distribuídos pelo Brasil, atuando também no mercado latino-americano. Atualmente, conta com mais de 10 mil clientes, totalizando cerca de 80 mil contratos ativos, mais de 1700 colaboradores e cerca de 3 mil pessoas envolvidas – entre colaboradores, parceiros comerciais e canais de distribuição.
Em fevereiro de 2013, a Senior anunciou uma aliança estratégica com a IBM para o fornecimento de Cloud Computing. Em março do mesmo ano, a empresa firmou parceria com a MicroStrategy para oferecer ao mercado o Business Intelligence, software para gestão de monitoramento de indicadores empresariais.
Também em 2013, a Senior conquistou o prêmio Melhores Empresas para Trabalhar – Santa Catarina, classificando-se em 5º lugar entre as empresas de médio porte. A premiação é resultado de uma pesquisa organizada pela revista Amanhã em parceria com o Great Place to Work Institute.
Ainda neste ano, a Senior foi premiada como a melhor fornecedora de gestão integrada para RH, de acordo com pesquisa da Gestão & RH Editora. A empresa classificou-se entre os 10 melhores fornecedores para RH, como a melhor companhia avaliada em Gestão Integrada.
Em 2025, firmou parceria com o maior tenista do Brasil, Guga Kuerten, que se tornou embaixador da marca, reforçando a liderança da empresa em tecnologia e gestão empresarial no Brasil.